# 담우
담우(본명: 한담우, 1997년 11월 21일~)은 대한민국의 가수로 보이 그룹 업텐션의 서브보컬, 리드댄서를 맡았었다.

## 학력
- 효양고등학교 졸업
- 글로벌사이버대학교 방송연예과 재학

## 출연 작품

### 텔레비전 프로그램
- 《라이징! 업텐션》 (2015) - 고정 출연자
- 《업텐션의 사생활》 (2017) - 고정 출연자

### 드라마
- 웹드라마 《어쨌든 기념일》 (2019) - 공두진 역